# Grand hexacosichore
| Grand hexacosichore         | Grand hexacosichore        |
| --------------------------- | -------------------------- |
| Projection orthogonale      |                            |
| Type                        | Polychore de Schläfli-Hess |
| Cellules                    | 600 {3,3}                  |
| Faces                       | 1200 {3}                   |
| Arêtes                      | 720                        |
| Sommets                     | 120                        |
| Figure de sommet            | {3,5/2}                    |
| Symbole de Schläfli         | {3,3,5/2}                  |
| Diagramme de Coxeter-Dynkin |                            |
| Groupe de symétrie          | H4, [3,3,5]                |
| Dual                        | Hécatonicosachore 5/2,3,3  |
| Propriétés                  | Régulier                   |

En géométrie, le grand hexacosichore, ou hécatonicosachore 3,3,5/2, est un 4-polytope régulier étoilé ayant pour symbole de Schläfli {3,3,5/2}. C'est l'un des 10 polychores de Schläfli-Hess, et le seul possédant 600 cellules.
C'est l'un des quatre 4-polytopes réguliers étoilés découverts par Ludwig Schläfli.
Le grand hexacosichore peut être considéré comme l'analogue quadridimensionnel du grand icosaèdre (qui est à son tour analogue au pentagramme) ; tous deux sont les seuls polytopes réguliers étoilés à n dimensions qui sont dérivés en effectuant des opérations de stellation sur un polytope pentagonal.
Le grand hexacosichore est dual à l'hécatonicosachore 5/2,3,3, analogue de la dualité du grand icosaèdre avec le grand dodécaèdre étoilé.

## Polytopes associés
Il a la même disposition d'arêtes (en) que le l'hécatonicosachore 5/2,3,5 et l'hécatonicosachore 5/2,5,5/2, ainsi que la même disposition de faces que l'hécatonicosachore 3,5/2,5.
| H3 | A2 / B3 / D4 | A3 / B2 |
| -- | ------------ | ------- |
|    |              |         |